# Heywood Lake
Der Heywood Lake ist ein See auf Signy Island im Archipel der Südlichen Orkneyinseln. Er ist der nördlichste der Seen im Three Lakes Valley.
Das UK Antarctic Place-Names Committee benannte ihn 1974 nach dem britischen Limnologen Ronald Barry Heywood (1937–2021), der für den British Antarctic Survey von 1962 bis 1963 und von 1970 bis 1971 auf Signy Island tätig war.